# Jógvan við Keldu
Jógvan við Keldu (Klaksvík, 1944. január 30.) feröeri üzletember és politikus, a Fólkaflokkurin tagja.

## Pályafutása
Politikai pályafutását szülővárosában, Klaksvík község tanácsának tagjaként kezdte 1971–1974 között. 1981–1989 között, valamint 1993–2001-ig a község polgármesteri tisztét töltötte be. 1988 és 1990, valamint 1998 és 2008 között a Løgting tagja volt. 1998 és 2004 között az Északi Miniszterek Tanácsának is tagja volt.
A 2004-es választások után a Fólkaflokkurin a szociáldemokrata Javnaðarflokkurinnal és az unionista Sambandsflokkurinnal lépett koalícióra. Jóannes Eidesgaard első kormányában Jógvan við Keldu belügyminiszteri tárcát kapott.
Egy 2006-os, az Északi Tanács előtt elmondott beszédében azt javasolta, hogy minden skandináv országban a svéd nyelvet tanítsák második nyelvként, hogy ne az angol legyen ezeknek az országoknak a közös nyelve.

## Magánélete
Szülei Gigga és Theodor við Keldu Klaksvíkból. Felesége Betty við Keldu, a Betty és Peter Skaale lánya Toftirból. Három gyermekük van: Gunvá, Pætur és Tóra.

## Fordítás
- Ez a szócikk részben vagy egészben a Jógvan við Keldu című norvég Wikipédia-szócikk ezen változatának fordításán alapul.  Az eredeti cikk szerkesztőit annak laptörténete sorolja fel. Ez a jelzés csupán a megfogalmazás eredetét és a szerzői jogokat jelzi, nem szolgál a cikkben szereplő információk forrásmegjelöléseként.